# Temple de Zeus (Nèmea)
El Temple de Zeus fou un temple grec dedicat a aquest déu al santuari de Nèmea de Grècia. El jaciment arqueològic se'n troba a l'actual Nova Nèmea, a prop del poble d'Archaia Neméa.

## Història

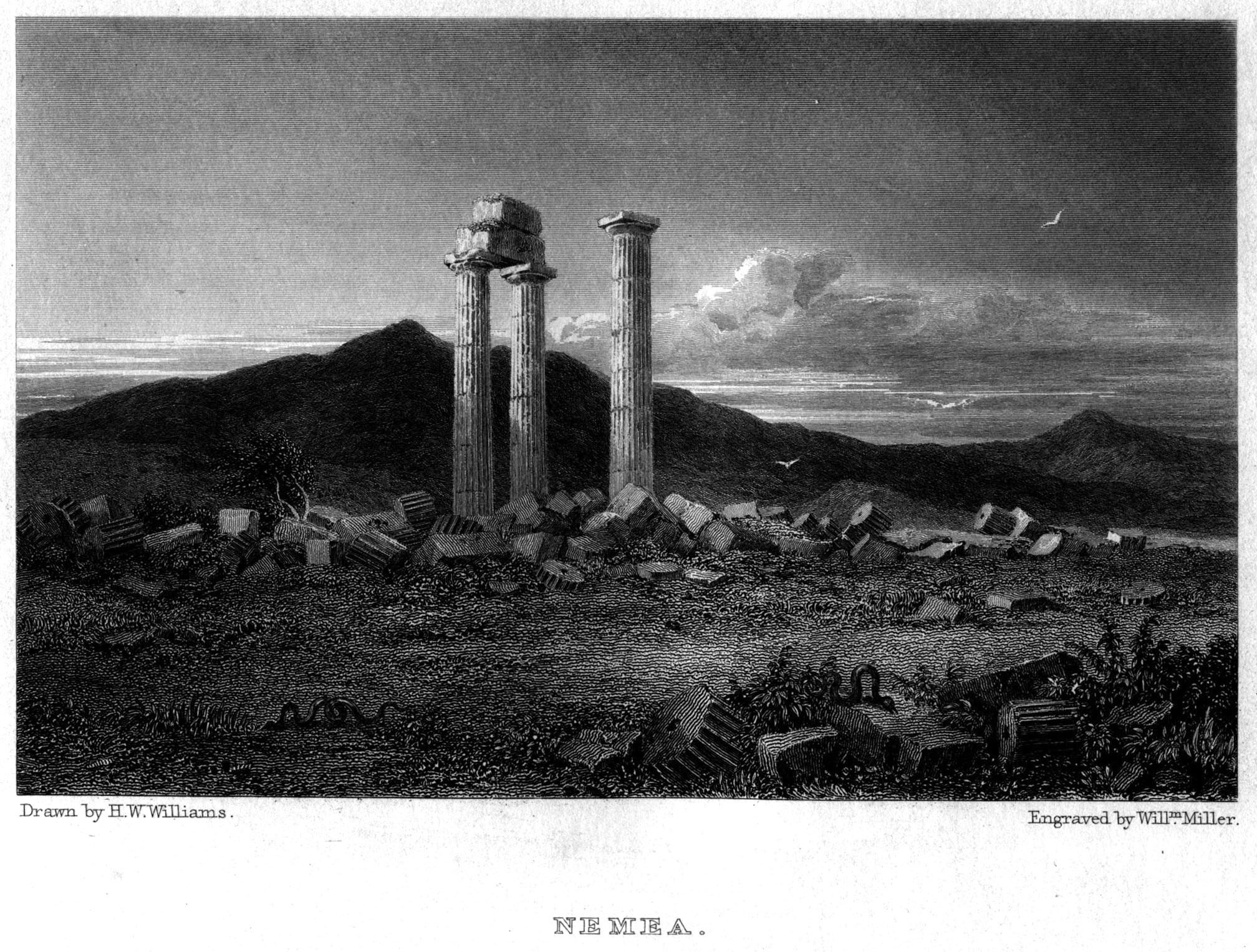
Temple de Zeus el 1829. William Miller, segons un disseny de H. W. Williams

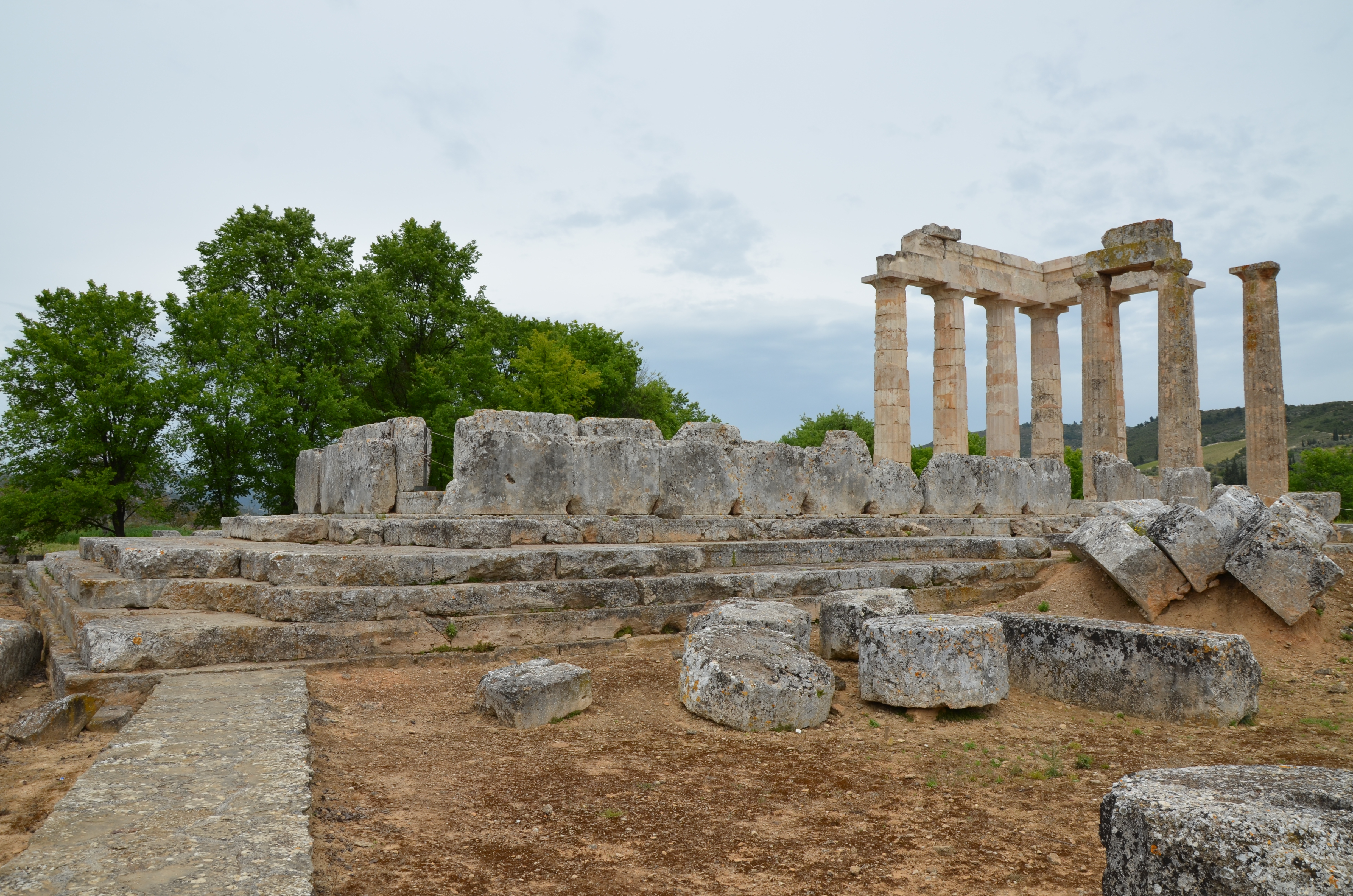
Ruïnes del Temple de Zeus

El primer Temple de Zeus de Nèmea es va construir en l'època arcaica, en el 500 abans de la nostra era. Sembla que va ser destruït per un incendi. Un nou temple, ara en ruïnes, se'n construí entre el període clàssic i el període hel·lenístic, al voltant del 330 ae. En aquesta època, s'hi feren grans obres de construcció després que els Jocs Nemeus tornassen a la zona del santuari després d'un parèntesi a Argos. Arquitectònicament, el temple es pot considerar un pont entre la tradicional arquitectura de temples dòrics i el nou estil que es va imposar en el període hel·lenístic. L'arquitectura del temple s'assembla a la del Temple d'Atena Àlea de Tègea; no es pot pas, però, considerar amb absoluta certesa que haja estat dissenyat pel mateix arquitecte.
Zeus Nemeu renuncià a l'Olimp per ser abans de res déu dels pastors. En la zona del santuari hi havia altres edificis relacionats amb el culte a Zeus i amb els Jocs Nemeus que s'hi celebraven en honor a Zeus. Els atletes retien homenatge a Zeus en el temple, li feien jurament i oferien sacrificis en el seu altar de davant del temple.
La teulada del temple sembla que es va esfondrar en la primera dècada del 100 ae. També en van caure algunes columnes. En els anys 300 o 400, es va construir una basílica al costat sud del temple, utilitzant-ne les pedres. A començament del segle xix, tres dels pilars del temple seguien dempeus.
Les recerques arqueològiques del jaciment van començar el 1884. El temple es va restaurar el 2002, i el 2012 se n'havien reconstruït sis columnes, i en restaven nou en peus. Això ha permés estudiar experimentalment la construcció de temples antics. La restauració ha estat possible gràcies a donacions. Tanmateix, no podrà reconstruir-se més, perquè en manca gran part de les pedres. Tanmateix, ha estat possible utilitzar la pedra de la pedrera original com a farcit, perquè es troba a uns tres quilòmetres del temple.

## Descripció

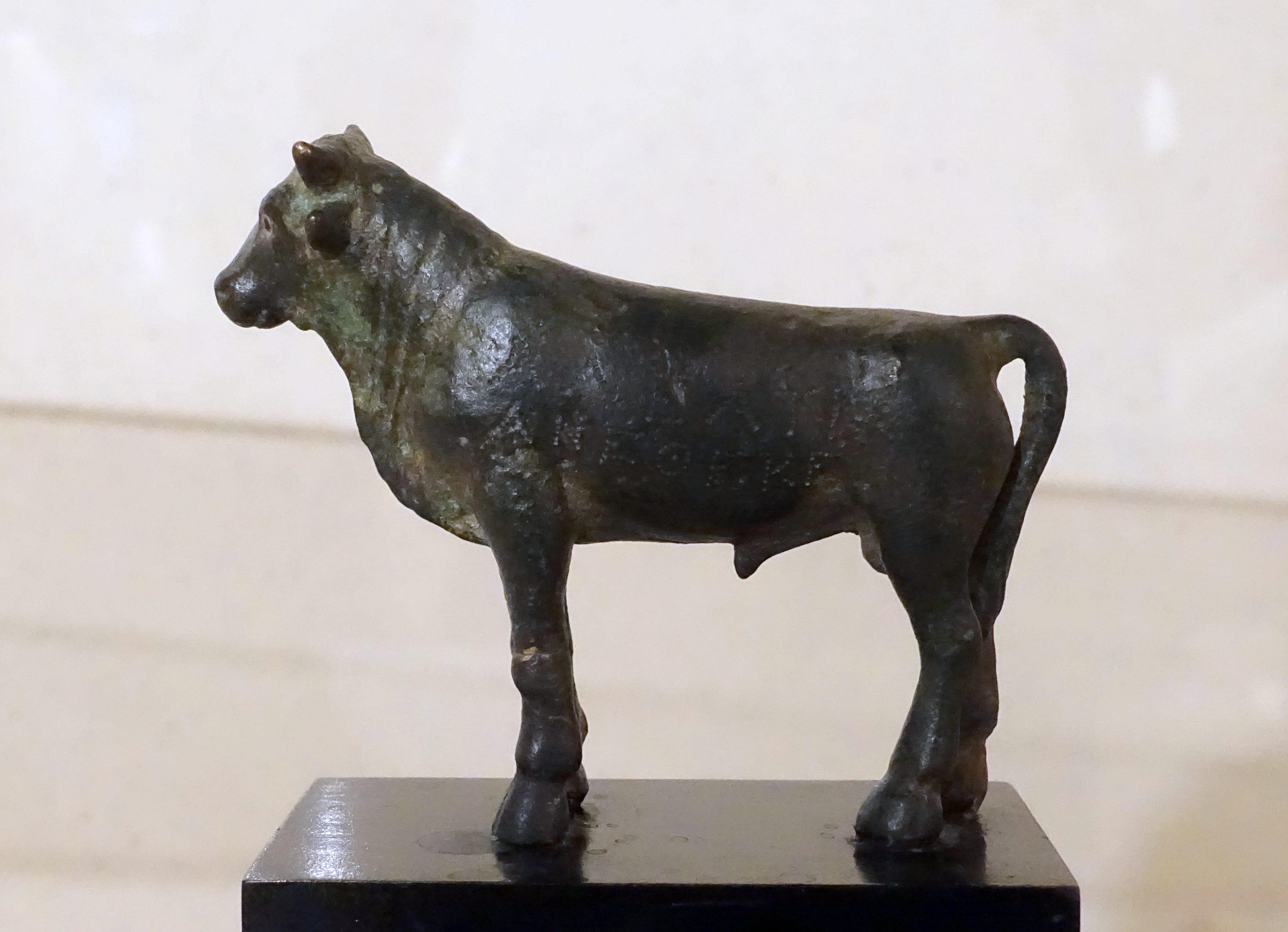
Toro d'ofrena trobat en el santuari amb la inscripció «Aleatis em donà»

El Temple de Zeus és l'edifici central del santuari de Nèmea. És a la riba oriental del riu que travessa el santuari. Era dòric i era fet amb pedra calcària autòctona, revestida d'estuc de marbre. El temple era perípter i tenia 6 columnes als costats curts i 12 als llargs, amb un total de 32 columnes. Per tant, era lleument més curt que les proporcions clàssiques (6 × 13). L'alçada de les columnes era d'uns 10,3 m i cadascuna estava formada per 13 tambors. Les columnes són excepcionalment esveltes per a una porta, en relació amb l'alçada. El temple feia uns 42 m de llarg i 22 m d'amplada.
Tenia un pronaos amb dues columnes (dístilo in antis) al davant, i un naos obert a l'est. Mancava, però, d'opistòdom, la qual cosa també el distingeix de la tradició clàssica. A dins del naos, el sostre estava sostingut per 14  columnes corínties, que recorrien les vores de l'espai en la filera inferior. Al damunt, en el segon nivell, hi havia un nombre igual de columnes jòniques. Fou un dels primers temples a combinar els tres sistemes clàssics de columnes: açò pot considerar-se un tret estilístic hel·lenístic. Dins del temple hi havia una gran estàtua de culte a Zeus.
En lloc de l'opistòdom, a l'extrem occidental del naos, hi havia l'àditon. Des d'ell, una escala conduïa a la cripta, el sòl de la qual sembla haver estat a l'alçada del sòl de l'anterior temple arcaic. Davant del temple, a la banda oriental, hi havia un altar excepcionalment gran, de 41 m de llarg. En lloc d'una escala, l'entrada al temple tenia una rampa, típica dels temples hel·lenístics.